# FIFA Manager 09
FIFA Manager 09 – komputerowa gra sportowa z gatunku symulatora piłki nożnej wyprodukowana przez Bright Future i wydana przez Electronic Arts 31 października 2008 roku.

## Rozgrywka
Podobnie jak w innych odsłonach serii, gracz kieruje jako menedżer zespołem piłkarskim, który stara się prowadzić do sukcesu. Ma wpływ, przykładowo, na skład zespołu, jego taktykę itd. Względem poprzednich części został poprawiony interfejs, a także opcję Assistant Manager -  która dostarcza odpowiednich statystyk i zestawień odnośnie do kondycji i formy, jaką prezentują piłkarze.

## Odbiór gry
Gra zebrała mieszane recenzje. Średnia ocen w agregatorze Metacritic wynosi 69/100 i 64.88% według serwisu GameRankings. Recenzent z portalu Gry-Online pochwalił ogrom możliwości zarządzania klubem piłkarskim i bezkonkurencyjność w niektórych elementach, a skrytykował przykładowo błędy grafiki 3D i powtarzalność względem poprzednich odsłon.